# 全臍螺屬
全臍螺屬（學名：Euomphalus）是一個存在於志留紀到二叠纪中期出現的海洋 腹足纲軟體動物化石物種的屬。

## 型態描述
本屬物種乃微型貝類，其殼緊緻的捲起，螺塔或凹陷或輕微突出。螺身的上側呈角錐軸承狀，下側邊緣為圓角。。
Discotropis、Goldfussoceras、Straparollus是同科之下的屬。

## 分類學
全臍螺屬是全臍螺科（Euomphalidae）的模式屬，而這個屬的模式種是Euomphalus pentangulatus (Sowerby)。

### 物種
除了模式種以外，本屬曾經有過兩個物種，但現時均已被劃歸不同的屬，牠們分別是：
- Euomphalus circinalis Goldfuss, 1844 †：今作 Goldfussoceras circinalis (Goldfuss, 1844) †（原來組合）
- Euomphalus radiatus Menke, 1850：今作Heliacus areola bicanaliculatus (Valenciennes, 1832)